# Copa Telmex de Futebol Amador
Copa Telmex é uma competição de futebol amador realizada no México. É disputada em nível nacional nas categorias masculina e feminina.
O torneio teve início Copa em 1999 na categoria masculina e, em 2004, foi iniciado a competição feminina. Desde 2007, a Copa Telmex foi reconhecida pelo Guinness World Records como o maior torneio de futebol amador do mundo, tendo na edição de 2011 atingindo a marca de 209.667 atletas (181.909 masculinos e 27.768 femininos) em 12.341 equipes (10.799 masculinas e 1.542 femininas).